# Micropsyrassa nitida
Micropsyrassa nitida är en skalbaggsart som beskrevs av Martins och Chemsak 1966. Micropsyrassa nitida ingår i släktet Micropsyrassa och familjen långhorningar.
Artens utbredningsområde är Honduras. Inga underarter finns listade i Catalogue of Life.